# Olmué
Olmué is een gemeente in de Chileense provincie Marga Marga in de regio Valparaíso. Olmué telde 17.516 inwoners in 2017 en heeft een oppervlakte van 232 km².

## Foto's

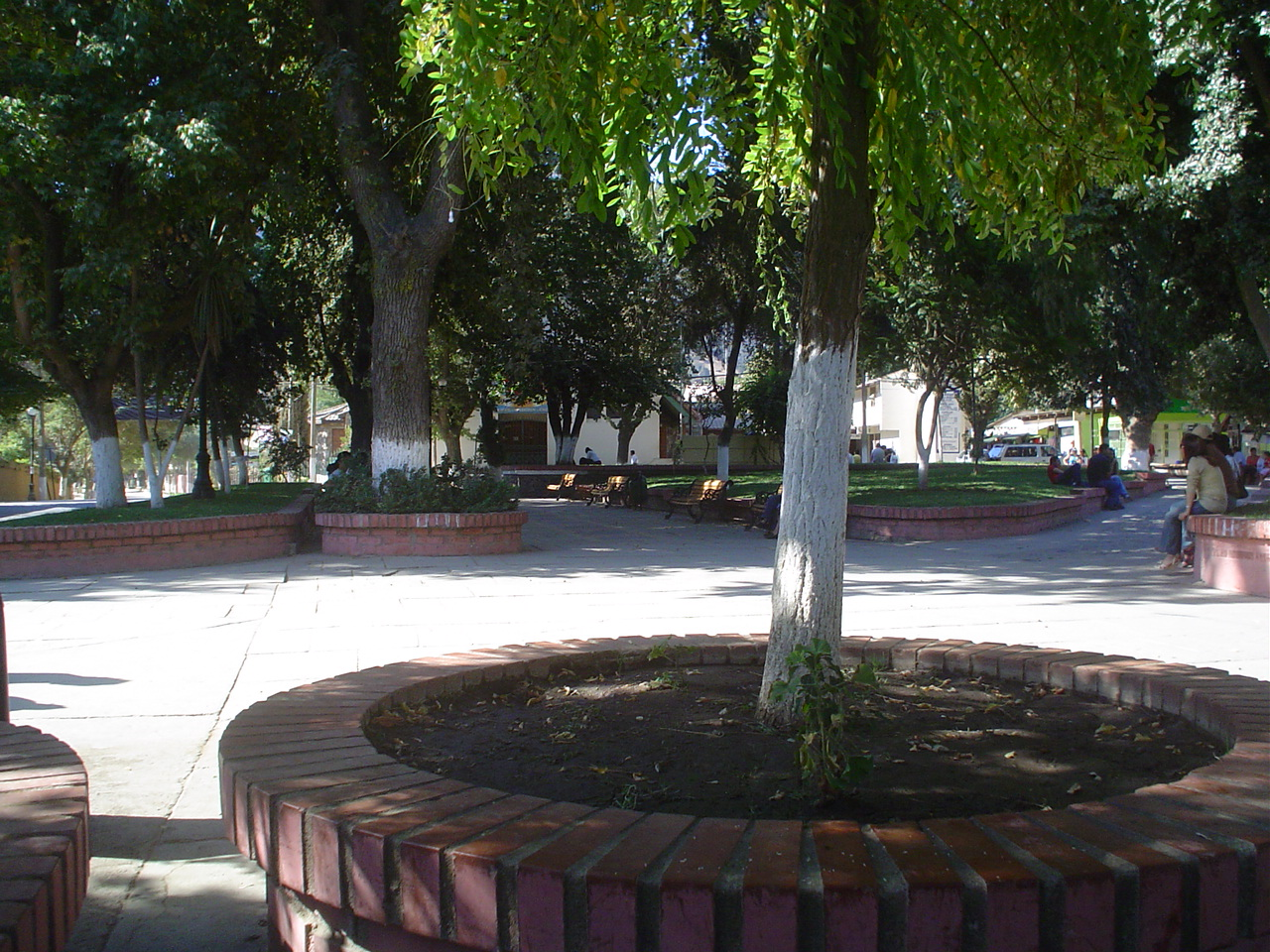

- Library of Congress Control Number: n99036362
- Nationale Bibliotheek van Israël: 987007494264605171
- Virtual International Authority File: 126852536